# Зденка Дойчева
Зденка Боянова Дойчева е българска режисьорка на анимационни филми, чехкиня по произход.

## Биография
През 1947 г. завършва полувисше художествено училище в Прага и през следващите 5 години специализира анимация. В Прага работи в студио „Bratři v triku“. Омъжва се за българския студент Боян Дойчев и така през 1952 г. пристига в София, където става аниматор в Студия за анимационни филми „София“, а после и асистент на режисьора Тодор Динов.

## Творчество
Дебютът ѝ като режисьор е заедно с Радка Бъчварова, създавайки филма „Мишок и молив“, а първият самостоятелен филм е „Малкият водолаз“ (1960). Самостоятелно Дойчева режисира около 50 анимационни филма, много от които взимат участие на фестивали на анимационното и късометражно кино в Европа и по света.
В началото на творческия път Дойчева създава детски филми, но с течение на времето се насочва към сюжети с гротесков и иносказателен характер. Сред най-известните ѝ филми са „Дупката“, „Дресура“, „Страст“, „Аквариум“, „Хороскоп“, както и пет шапки на рубриката „Лека нощ, деца“ на БНТ, заснети в края на 1970-те години.
През целия си творчески път живее е твори в България, но през 2016 г. се преселва обратно в Прага, където почива.

## Награди
За творчеството си Дойчева е носителка на много награди, сред които Наградата за най-добър късометражен филм от Аделаида, 1968 г., Златната плоча за детски филми от Техеран за филма Страст, 1970 г., Златната палма за най-добър късометражен филм в Кан, 1974 г. за филма Аквариум.
Наградена е с орден „Кирил и Методий“ III и I степен. През 2011 г. получава и орден „Св. св. Кирил и Методий“ първа степен за цялостно творчество.
През 2006 г. кинокритикът Григор Чернев издава книга за нея – „Една чехкиня в София“. На корицата е кадър от филма „Аквариум“, а книгата съдържа и разкази за Дойчева от режисьора и художника Стоян Дуков, писателя Панчо Панчев, режисьора Иван Веселинов и композитора Борис Карадимчев.

## За нея
- Григор Чернев, „Една чехкиня в София: Книга за Зденка Дойчева“. София: Издателско ателие „Аб“, 2006, 110 с. ISBN 978-954-737-577-2